# Manusförfattarstrejken i Hollywood 2023

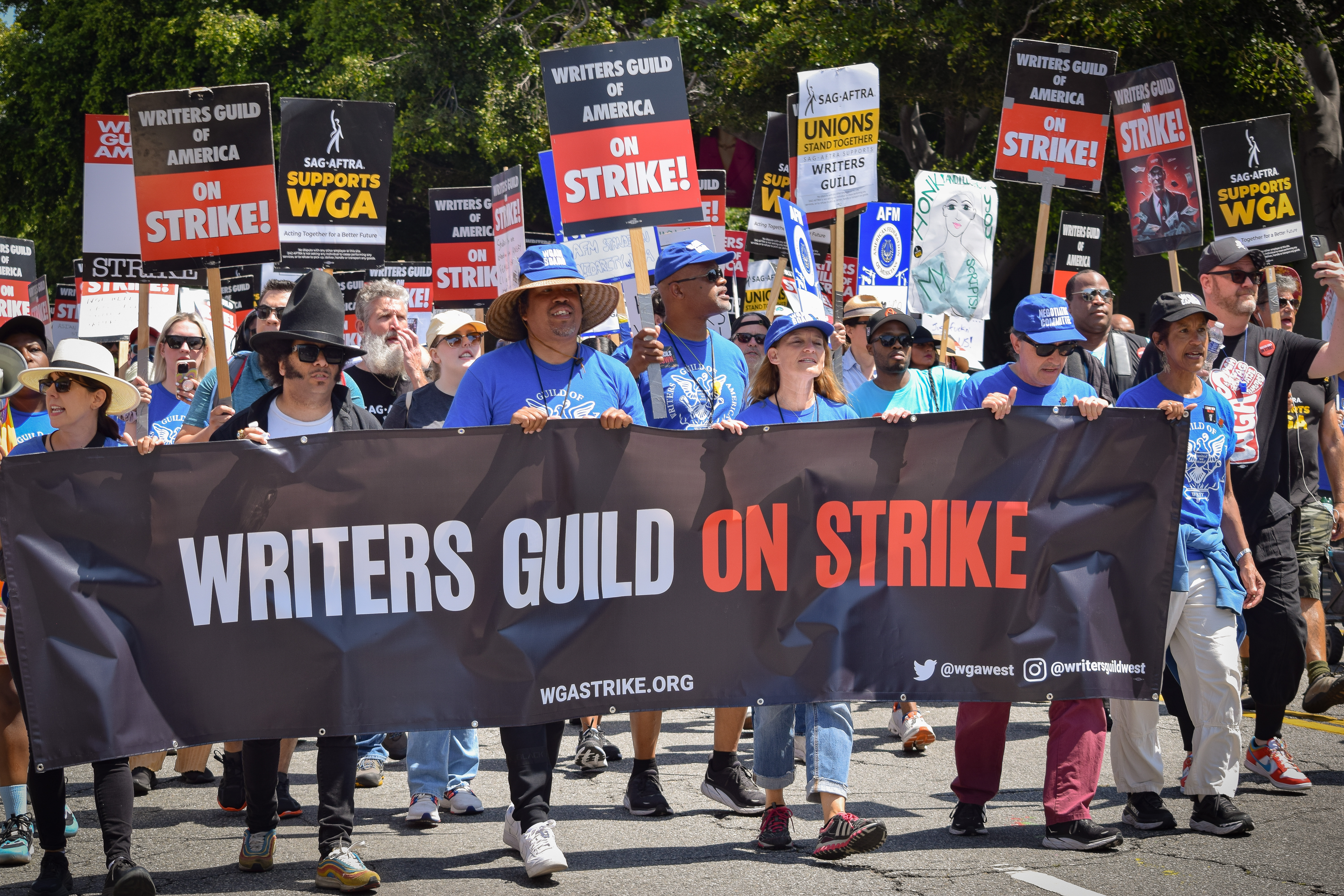
Writers Guild på strejk, juni 2023.

Manusförfattarstrejken i Hollywood var en strejk som organiserades av Writers Guild of America, det amerikanska facket för manusförfattare inom underhållnings- och journalistikbranschen, som startade den 2 maj 2023. Strejken blev större när även skådespelare via SAG-AFTRA gick ut i en egen strejk i mitten av juli 2023. Manusförfattarstrejken avslutades efter 148 dagar, den 27 september 2023. Under tiden som strejken varade så stoppades flera pågående film- och TV-produktioner.
Strejken resulterade i ett nytt avtal som innebar bland annat högre minimilön för manusförfattare, royalties för program och serier när de strömmas, och nya regler för användning av artificiell intelligens.
Det var första gången sedan 1960 som manusförfattare och skådespelare i USA gick ut i strejk samtidigt.